# Staatszug in den Vereinigten Staaten

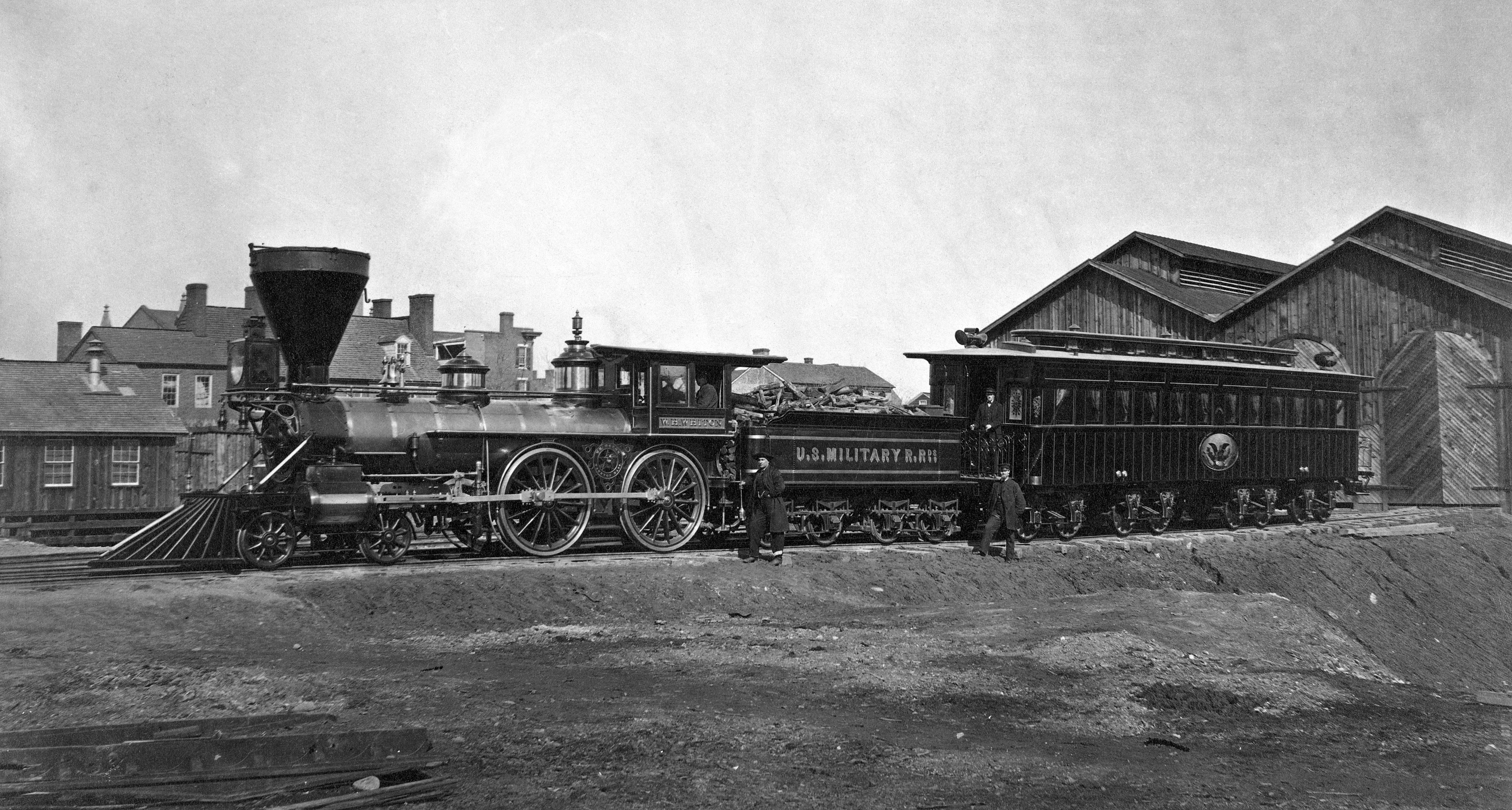
Salonwagen von Abraham Lincoln, „fabrikneu“ im Januar 1865, vorgespannt die Lokomotive W. H. WHITON der USMRR

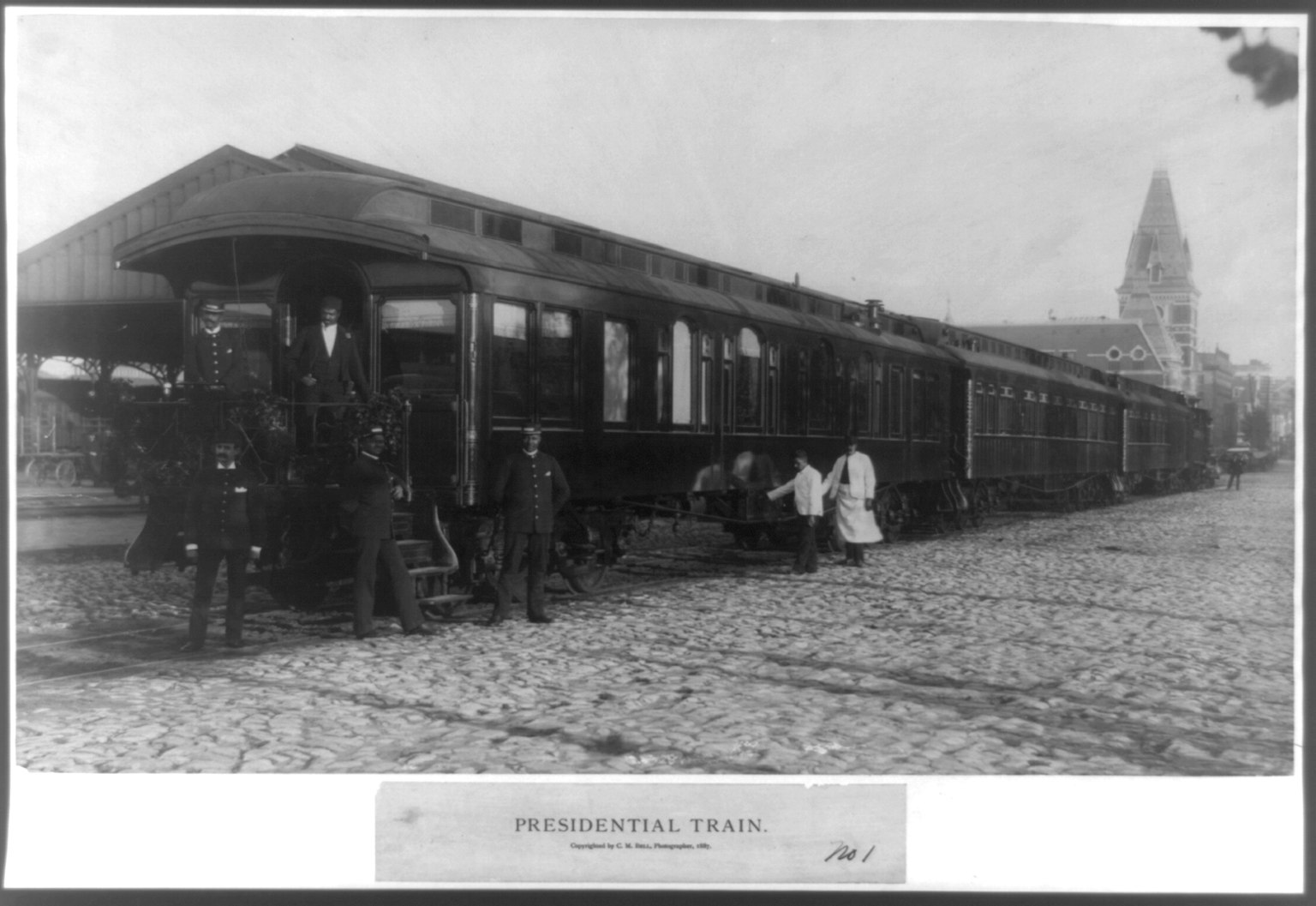
Sonderzug für Präsident Grover Cleveland und davor posierendem Personal von Pullman, 1887

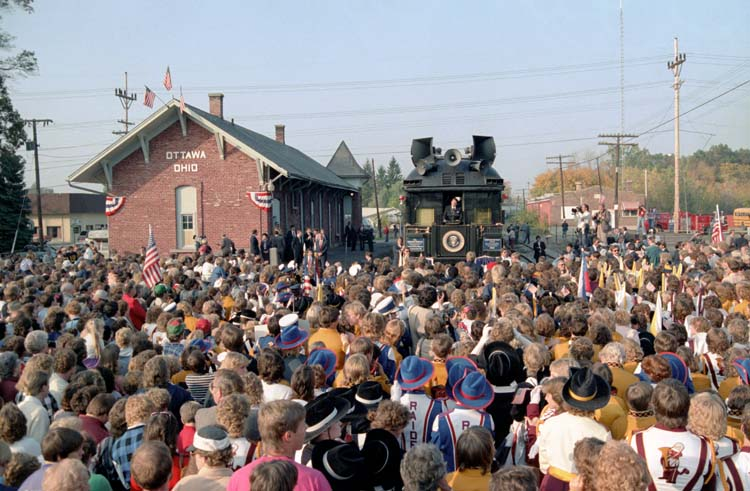
Tief in der US-amerikanischen Polit-Folklore verankert: der „Whistlestop Train“, hier im Wahlkampf von Ronald Reagan 1984

Staatszüge in den Vereinigten Staaten waren Eisenbahnzüge, mit denen der US-Präsident Bahnreisen unternahm. Im Gegensatz zu den europäischen Hofzügen kamen dabei fast keine eigens dafür vorgehaltenen Wagen zum Einsatz, sondern es wurde meist auf Dienstsalonwagen der Bahngesellschaften oder Salonwagen zurückgegriffen, die die Gesellschaften zum Vermieten vorhielten.
Hinzu kommen die Wahlkampfzüge (Whistlestop trains), die nicht von staatlicher Seite bestellt und finanziert wurden, sondern aus den Wahlkampf-Fonds der Präsidenten oder Präsidentschaftskandidaten.

## Geschichte

### Vorgeschichte
Eisenbahnverkehr begann in den USA in der zweiten Hälfte der 1820er Jahre. So konnten die ersten US-Präsidenten davon noch keinen Gebrauch machen. Erst John Quincy Adams fuhr ab 1830 mit der Eisenbahn – das war allerdings schon nach seiner Amtszeit als Präsident. Er war damals Abgeordneter im US-Repräsentantenhaus und nutzte die Bahn auf seinen Fahrten zwischen seinem Wahlkreis und Washington, D.C. So war er Fahrgast des Zuges, der 1833 den ersten schweren Eisenbahnunfall in der US-Geschichte verursachte.
Solche Fahrten unternahm er als ganz gewöhnlicher Reisender. Überhaupt war der gesellschaftliche Abstand zwischen Bürgern und der politischen Spitze des Staates in den USA geringer als in der noch weitgehend ständisch organisierten Gesellschaft Europas. Auch die Fahrten von US-Präsidenten mit der Bahn waren anfangs wenig spektakulär.

### Anfänge

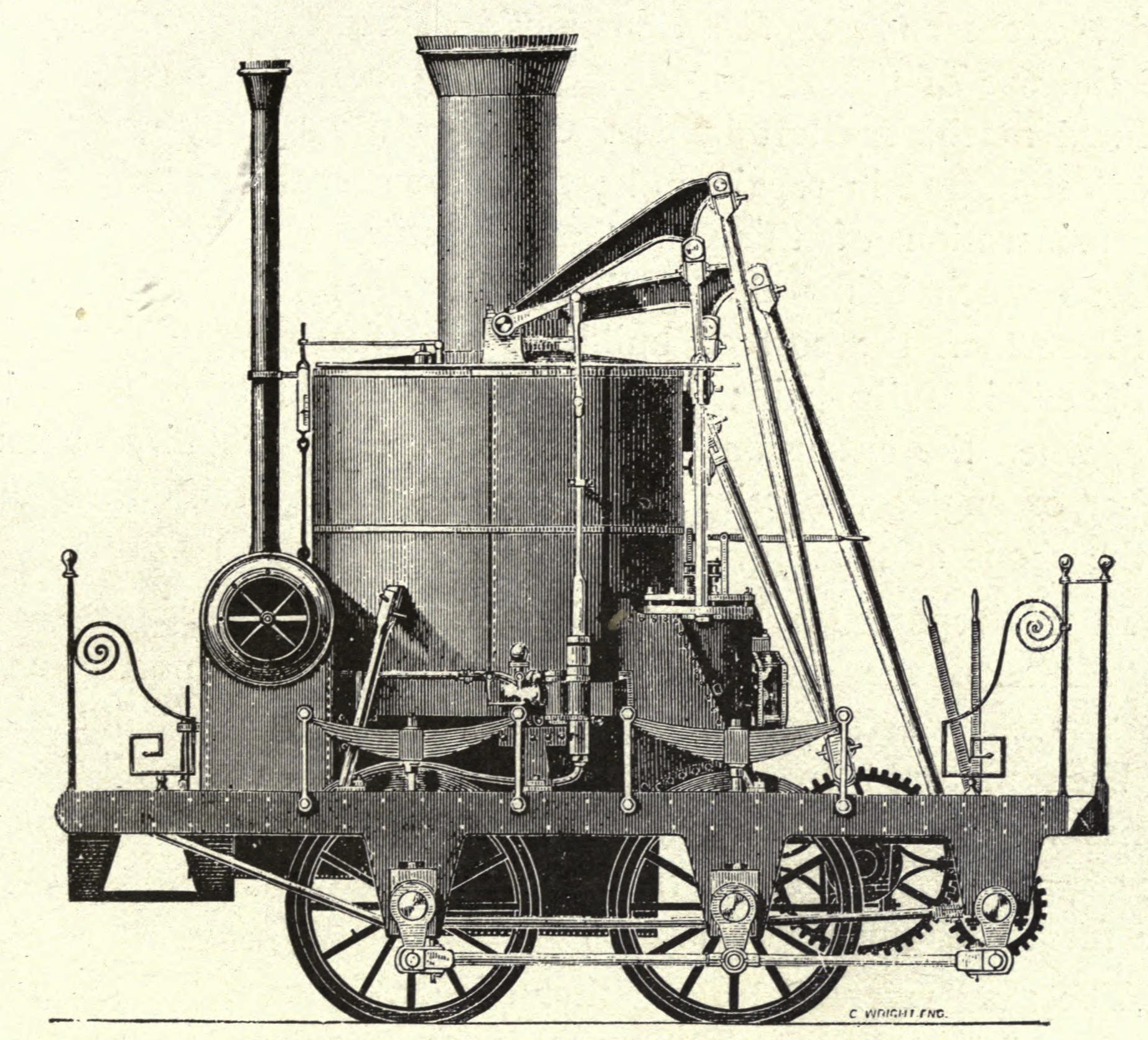
Eine solche B&O Grasshopper-Lokomotive zog den Zug mit Präsident Andrew Jackson 1833.

Als erster Präsident im Amt nutzte Andrew Jackson am 6. Juni 1833 einen Zug bei einer Fahrt nach Baltimore. Die Fahrt mit der Bahn war vorher nicht geplant und fand auf dem schon befahrenen Teilstück einer noch nicht fertiggestellten Strecke der Baltimore and Ohio Railroad (B&O) statt. Den Zug mit dem Präsidenten und seinen Anhängern, die ihn an der Betriebsspitze der Strecke getroffen hatten, zog eine B&O Grasshopper nach Baltimore hinein, wo er deshalb eine Stunde zu früh ankam.
Die folgenden Präsidenten nutzten hin und wieder die zahlreichen privaten Bahngesellschaften, deren Streckennetze sich schnell entwickelten, zunehmend verknüpften und somit auch für längere und durchgehende Fahrten genutzt werden konnten. William Henry Harrison soll 1836 während seines ersten, nicht erfolgreichen Wahlkampfes die Wahlkampfrundreise mit dem Zug erfunden haben, was sich später zu der in den USA sehr ausgeprägten Kultur des Wahlkampfsonderzuges (siehe unten) entwickelte.
Als William H. Harrison 1841 endlich Präsident geworden war, verstarb er bereits nach einem Monat im Amt. Sein Vizepräsident, John Tyler, hielt sich zu diesem Zeitpunkt zu Hause, in Williamsburg auf. Um ihn zu seiner Vereidigung möglichst schnell nach Washington, D. C., zu bringen, legte er die Strecke in einer Kombination aus Dampfschiffen und zwischendrin auch einem Sonderzug zurück, der erste „Staatszug“ der US-Eisenbahngeschichte. Auch später in seiner Amtszeit nutzte der Präsident Sonderzüge. Dabei wurden Fahrzeuge eingesetzt, die sonst dem öffentlichen Verkehr dienten.
Präsident James K. Polk war der erste Präsident, der zu seiner Amtseinführung 1845 Washington, D. C., per Eisenbahn erreichte. Auch sein Nachfolger, Zachary Taylor, kam mit dem Zug an. Beide legten aber noch erhebliche Strecken der Reise mit anderen Verkehrsmitteln zurück.

### Ära vor Pullman

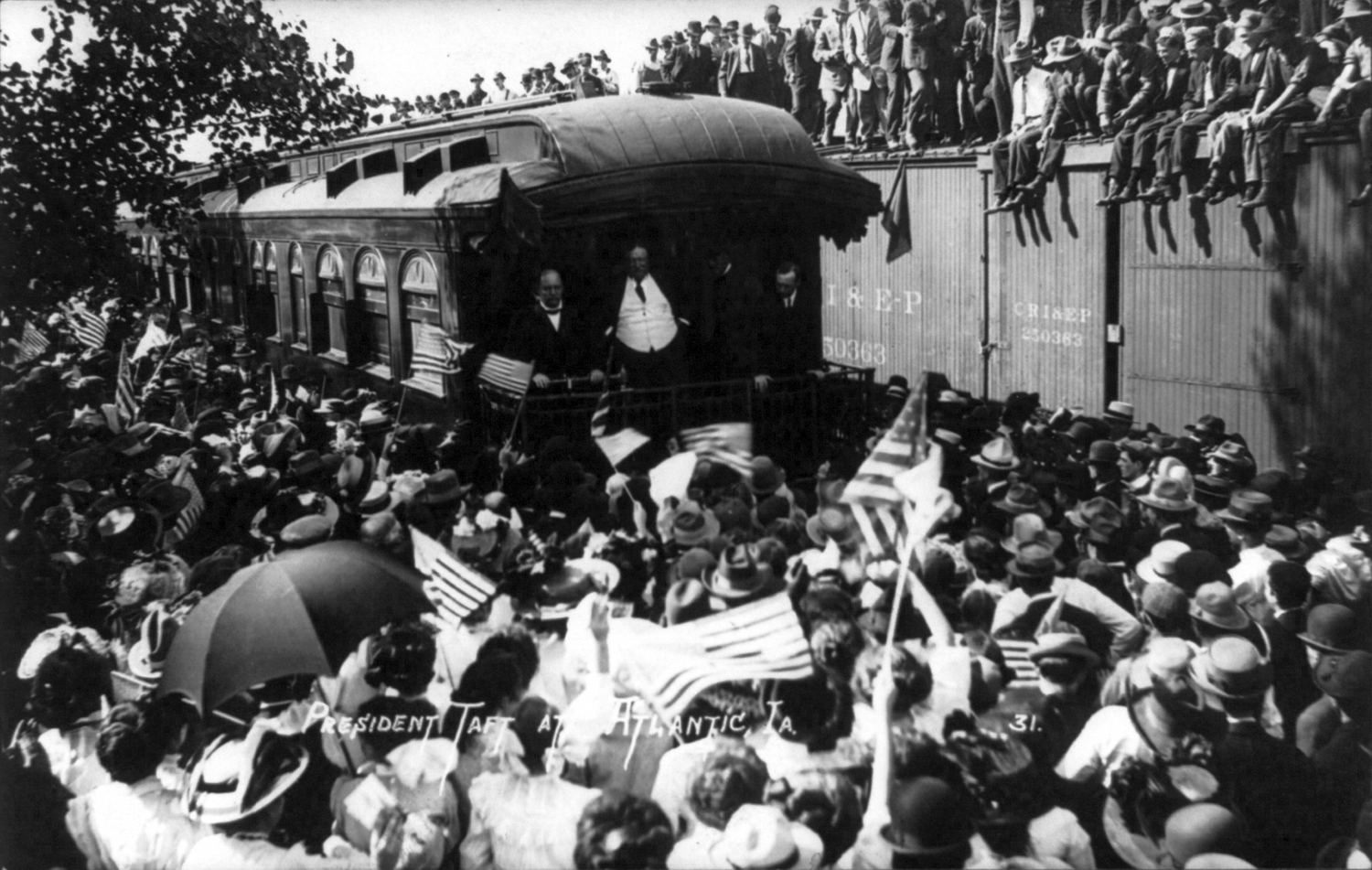
Die Ansprache von der rückwärtigen Plattform: Hier Präsident William H. Taft, 1909

James K. Polk nutzte die Bahn auch während seiner Amtszeit weiter, von seinem Nachfolger, Zachary Taylor, ist aus dessen kurzer Amtszeit dazu wenig bekannt. Millard Fillmore (1850–1853) fuhr mit Sonderzügen. Weiter wurden dazu Fahrzeuge eingesetzt, die sonst dem öffentlichen Verkehr dienten. Er weihte so unter anderem die Bahnstrecke New York–Dunkirk (am Eriesee) ein, mit einer Länge von mehr als 714 km damals die längste Bahnstrecke der Welt. Bei dieser Gelegenheit werden auch erstmals Ansprachen des Präsidenten von der rückwärtigen Einstiegsplattform des letzten Wagens im Zug erwähnt, eine über lange Zeit geübte Praxis in den Vereinigten Staaten. Ab Präsident James Buchanan (1857–1861) nutzten die Präsidenten regelmäßig Sonderzüge, wenn sie unterwegs waren. Abraham Lincoln gestaltete die Fahrt zu seiner Amtseinführung nach Washington, D. C., als zwölftägige Rundreise in einem Sonderzug über die Strecken von 23 Bahngesellschaften. Dem Hauptzug fuhr dabei meist noch ein Vorzug voraus. Die Züge waren nur tagsüber unterwegs, da es keine brauchbaren Schlafwagen gab. Es wurde in Hotels übernachtet. Der überwiegende Teil des Bahnfahrten von Präsident Lincoln erfolgte im Zusammenhang mit dem Amerikanischen Bürgerkrieg, die im Nachhinein bedeutendste war wohl die nach Gettysburg. In dieser Zeit wurden für die Reisen des Präsidenten zunehmend die bei fast allen Bahngesellschaften nun vorhandenen Salonwagen, die diese für ihr Management bereithielten, eingesetzt.
Abraham Lincoln war auch der erste Präsident der Vereinigten Staaten, für den ein eigener Salonwagen gebaut wurde. 1863 in Auftrag gegeben, wurde er im Februar 1865 fertiggestellt. Er nutzte ihn zu Lebzeiten nicht mehr, warum ist nicht ganz klar. So kam es erst zum Einsatz, nachdem der Präsident am 15. April 1865 ermordet worden war, um den Leichnam vor der Beerdigung auf eine große Rundreise zu schicken, die etwa der Route entsprach, die er vor seinem Amtsantritt auf dem Weg nach Washington zurückgelegt hatte.
Dieser Versuch, einen eigenen Eisenbahnwagen für den Präsidenten vorzuhalten, war für lange Zeit der einzige. Präsidenten reisten weiterhin in Salonwagen, die ihnen von den Bahngesellschaften zur Verfügung gestellt wurden. Die Begleitung des Präsidenten bestand damals in der Regel aus nur wenigen Personen, Sicherheitsmaßnahmen gab es so gut wie keine. So reiste der Präsident auch als normaler Fahrgast in Regelzügen. Das aber verursachte inzwischen für Eisenbahner und Eisenbahnverwaltungen zunehmend Schwierigkeiten, so dass Präsident Rutherford B. Hayes (1877–1881) nach einer solchen Reise bemerkte:

„I suspect I make less trouble if I ask for a special car.“

Er nutzte die Bahn oft und war der erste Präsident, der in seiner Amtszeit eine große Rundreise durch das Land unternahm – diesmal selbstverständlich in einem Sonderzug mit Salonwagen aus den Beständen beteiligter Bahngesellschaften. Seine Nachfolger fuhren in der Regel in Salonwagen, auch wenn sie an planmäßige Züge gehängt wurden.

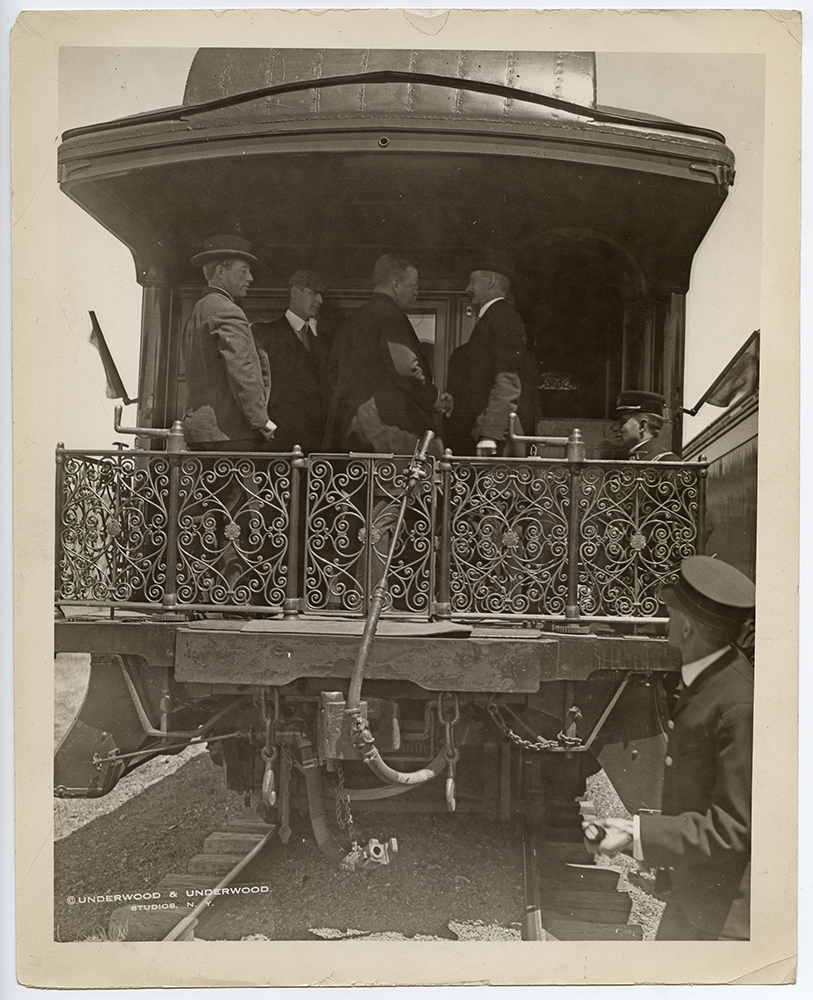
Die typische, offene Endplattform, hier mit Theodore Roosevelt, 1905

Im Laufe der Entwicklung der amerikanischen Salonwagen wurde die eine Endplattform zunehmend vergrößert und zu einer Art Balkon umgestaltet, zu einem offenen Kanzelwagen. Diese Plattform wurde von Politikern genutzt, um Wähler zu adressieren oder von Präsidenten, um sich dem Volk zu zeigen. Wurden die Wagen für Management-Zwecke der Bahnen eingesetzt, ermöglichten diese Endplattformen eine bequeme Möglichkeit, die befahrene Strecke zu beobachten.
Ein Salonwagen, den US-Präsidenten häufiger nutzten, war der sechsachsige Dienstsalonwagen 120 der Pennsylvania Railroad, der 1872 für deren Direktor gebaut wurde. Es war der erste weltweit, der mit einer Badewanne ausgestattet war. Neben den US-Präsidenten Ulysses S. Grant, Rutherford B. Hayes und James A. Garfield nutzten ihn Edward, Prince of Wales, und Großfürst Alexander (III.) von Russland.
Ein weiterer Salonwagen, den US-Präsidenten häufiger nutzten, war der ebenfalls sechsachsige Wagen Maryland. Ebenfalls 1872 gebaut – ursprünglich für den Präsidenten der Baltimore and Ohio Railroad (BO, B&O), John W. Garrett – war er 15,5 m lang, über 3 m breit und – zumindest anfangs – hellgelb lackiert. Das Fahrzeug war bei den Präsidenten sehr beliebt und wurde von Rutherford B. Hayes, Benjamin Harrison, Grover Cleveland und William McKinley genutzt. 1908 wurde es an die Quebec Central Railway verkauft, in Sherbrooke umbenannt und war dem Generaldirektor der Bahn zugeordnet. Der stellte den Salonwagen auch anderen Prominenten zur Verfügung. 1959 wurde das Fahrzeug verschrottet.

### Pullmann-Wagen

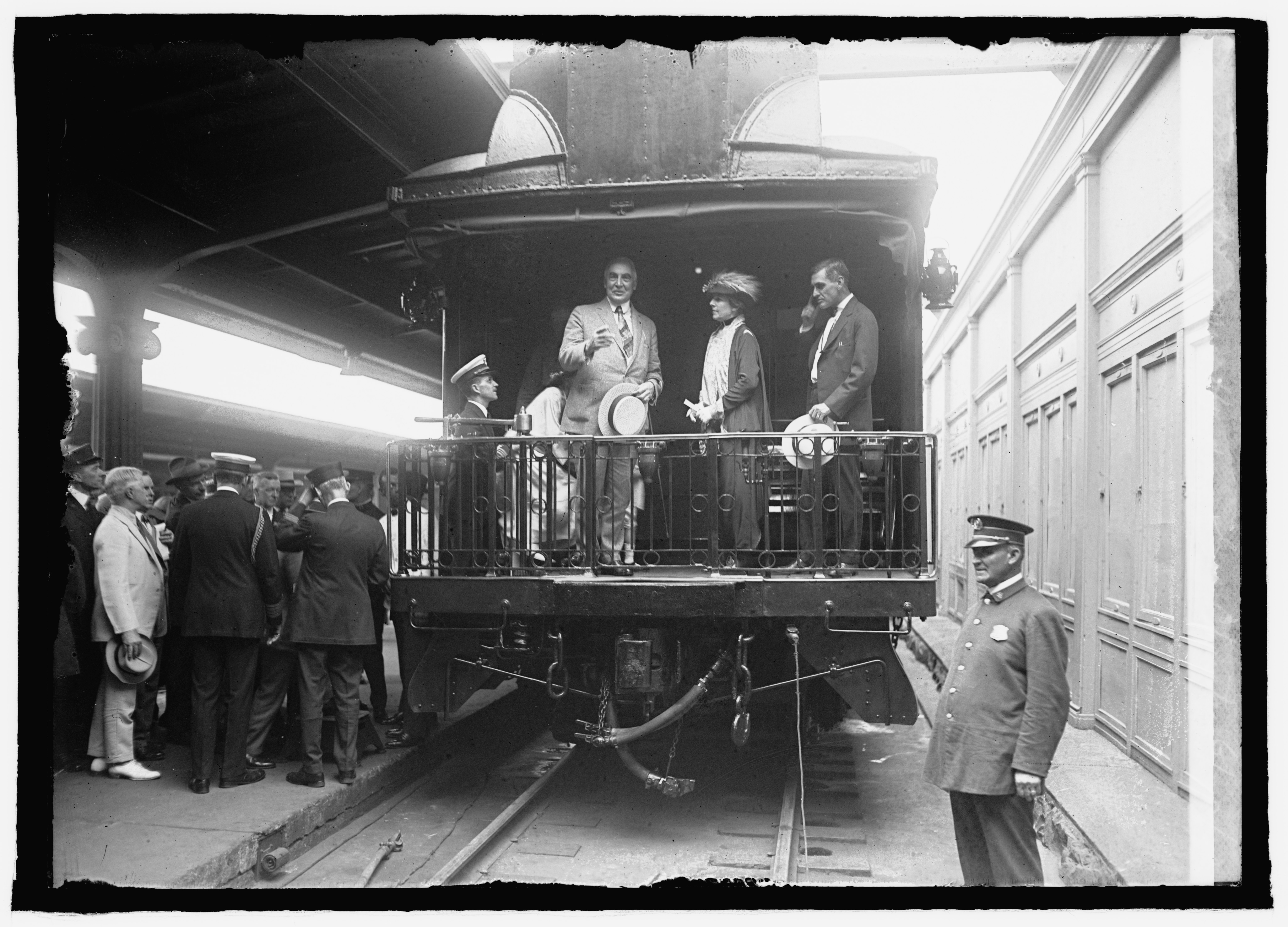
Präsident Warren G. Harding mit seiner Frau auf der rückwärtigen Plattform eines Salonwagens, 1923

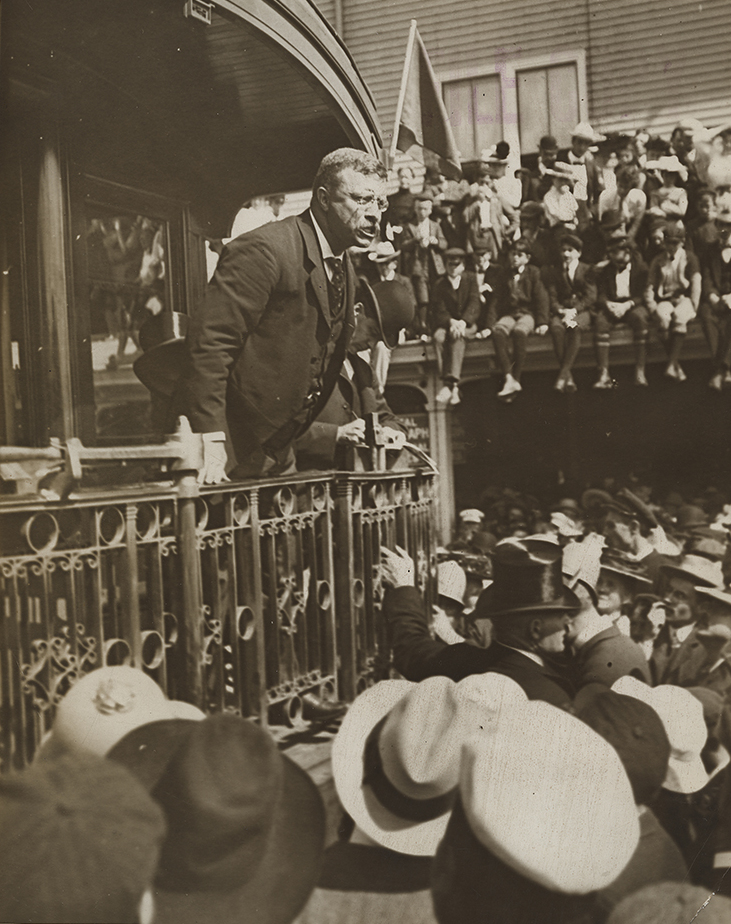
Ansprache von Theodore Roosevelt von der Endplattform eines Salonwagens, 1902

Die Nutzung eines Pullmanwagens für einen (ehemaligen) Präsidenten wird im Zusammenhang mit der Heimfahrt von Rutherford B. Hayes 1881 nach der Vereidigung seines Nachfolgers erwähnt.
Bereits 1877 baute die Pullman Palace Car Company (PPC) einen besonders luxuriösen Salonwagen der für 85 US$/Tag gemietet werden konnte, den Namen P. P. C. (Pullman Palace Car) erhielt, und von allen Präsidenten von Ulysses S. Grant bis William McKinley genutzt wurde. Das Fahrzeug war mit Badewanne und Harmonium ausgestattet und erhielt 1887 elektrische Beleuchtung. 1892 wurde es auf 20,5 m verlängert und von Pullmans Witwe bis zu ihrem Tod 1920 genutzt und 1921 verschrottet.
Die PPC hatte 1890 einen Pool von 23 Salonwagen vorrätig, aus dem bei Bedarf auch der US-Präsident Fahrzeuge bestellte, die Wagner Palace Car Company hatte sogar einen Zug aus sieben Wagen im Angebot.
Die Fahrten des Präsidenten in Sonderzügen waren spätestens ab der Amtszeit von Präsident Benjamin Harrison weitgehend formalisiert. Alle Unterlagen für die Fahrt waren mit „POTUS“ gekennzeichnet – ein Akronym für „President of the United States“. Streckengeher wurden aufgefordert, besonders wachsam zu sein, jede Meile wurde ein Wachmann postiert und an jeder Weiche, die der Zug befahren musste, eine Wache aufgestellt. Hilfszüge entlang der befahrenen Strecke wurden bereitgehalten, um jederzeit eingreifen zu können, wenn es ein technisches Problem gab, und eine Ersatzlokomotive folgte dem Zug, um bereitzustehen, sollte die Zugmaschine ein Problem haben.
1897 und 1911 gab es je einen Versuch, einen eigenen Wagen oder Zug für den Präsidenten zu beschaffen, um die Fahrten bequemer und sicherer zu machen. Beide Versuche scheiterten. So nutzten die Präsidenten bis zum Zweiten Weltkrieg weiter Salonwagen aus den entsprechenden Pools der Bahngesellschaften.
Die Kosten der Fahrten wurden dem Präsidenten von den Bahngesellschaften oftmals nicht – oder nicht in voller Höhe – in Rechnung gestellt, was den Verdacht von Korruption entstehen ließ. Ab 1906 wurden dem Präsidenten vom Kongress 25.000 US$ jährlich als Reisekosten zur Verfügung gestellt. In der Zwischenkriegszeit wurden die Kosten für die Fahrt eines Sonderzuges für die Strecke von Washington, D. C., nach Chicago mit 6000 US$ und die Miete eines Salonwagens für die gleiche Strecke mit 2200 US$ veranschlagt. Die Fahrten waren dennoch informeller, als das in Europa üblich war, die Absperrungen sehr viel weniger strikt und ein direkter Kontakt mit Volk und Wählern unterwegs normal. Das führte oft zu Komplikationen für diejenigen, die für die persönliche Sicherheit der Präsidenten und für den Bahnbetrieb verantwortlich waren.

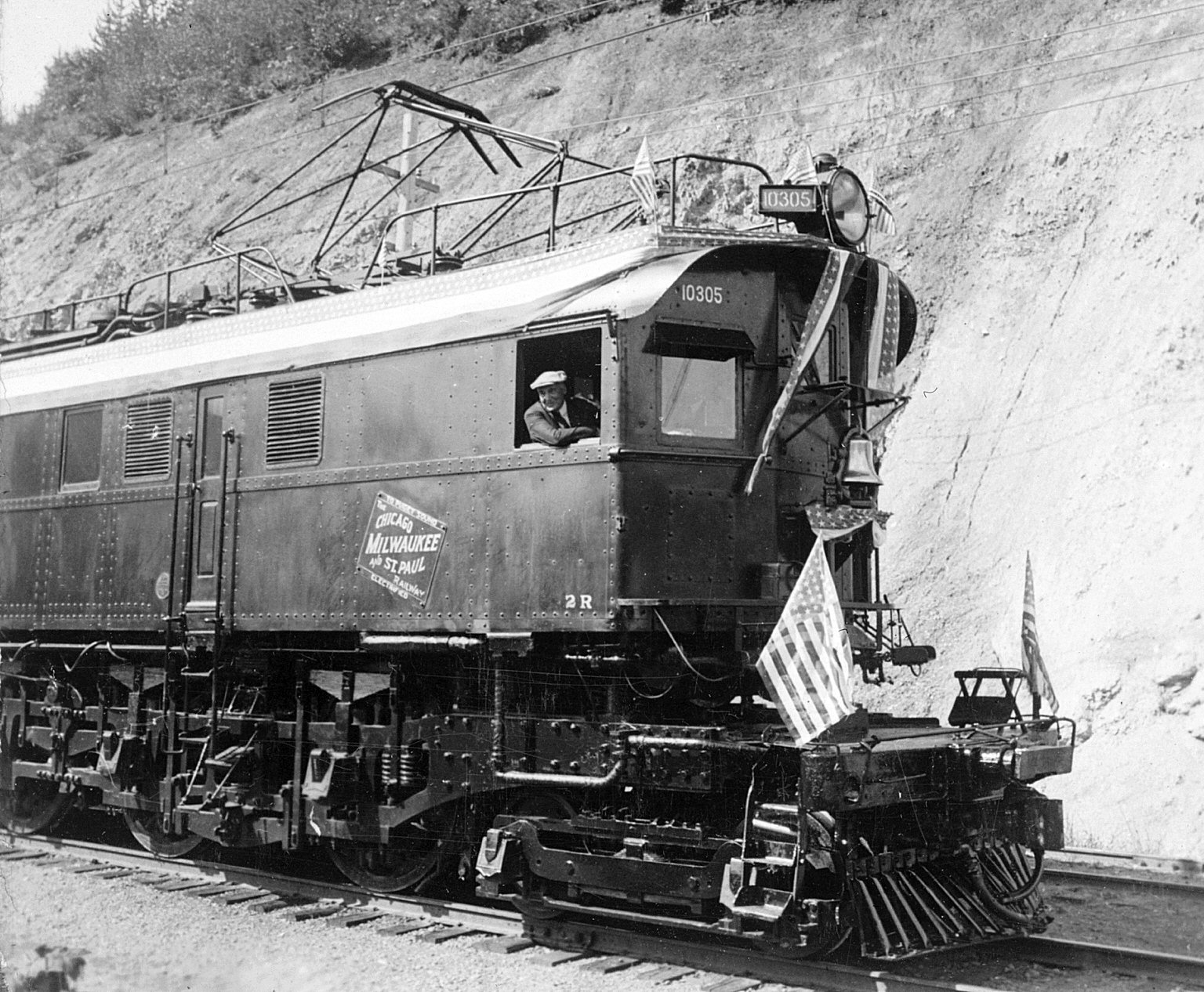
Präsident Warren G. Harding auf einer Elektrolokomotive, 1923

Bei der landesweiten Rundreise von Warren G. Harding 1923 wurden für die Reden des Präsidenten erstmals Lautsprecher auf dem Dach der rückwärtigen Plattform des letzten Wagens montiert. Diese waren mit einem internen Übertragungssystem verbunden, mit dem die Journalisten im Zug den Reden folgen konnten. Warren G. Harding war auch der erste Präsident, dessen Sonderzug eine elektrische Lokomotive zog.
Einen rückwärtsgewandten Ansatz verfolgte dann Präsident Calvin Coolidge, sparsam bis zum Geiz. Er unternahm eine Dienstreise von Washington, D. C., nach Chicago, um Geld zu sparen, im Schlafwagen eines Regelzuges, was sich für Sicherheitspersonal, Eisenbahner und den Präsidenten als Alptraum erwies: Die Mitreisenden verstopften den Schlafwagen, in dem er sein Abteil hatte, um einen Blick auf den Präsidenten zu erhaschen und gleiches geschah im Speisewagen, wo alle ihm beim Essen zusehen wollten. Das Servicepersonal kam nicht mehr durch. Bei weiteren derartigen Sparversuchen des Präsidenten teilten Bahngesellschaften den Zug und ließen die Wagen, in denen der Präsident und seine Entourage reisten, als Nachzug hinter dem Hauptzug mit den „normalen“ Fahrgästen verkehren, um die auftretenden Probleme etwas zu mildern. Letztendlich einigten die Bahnen sich darauf, um diesen großen zusätzlichen Aufwand zu sparen, dass dem Präsidenten und jedem aus seiner Begleitung nur eine normale Fahrkarte berechnet wurde, egal ob sie einen Salonwagen oder einen Sonderzug nutzten.

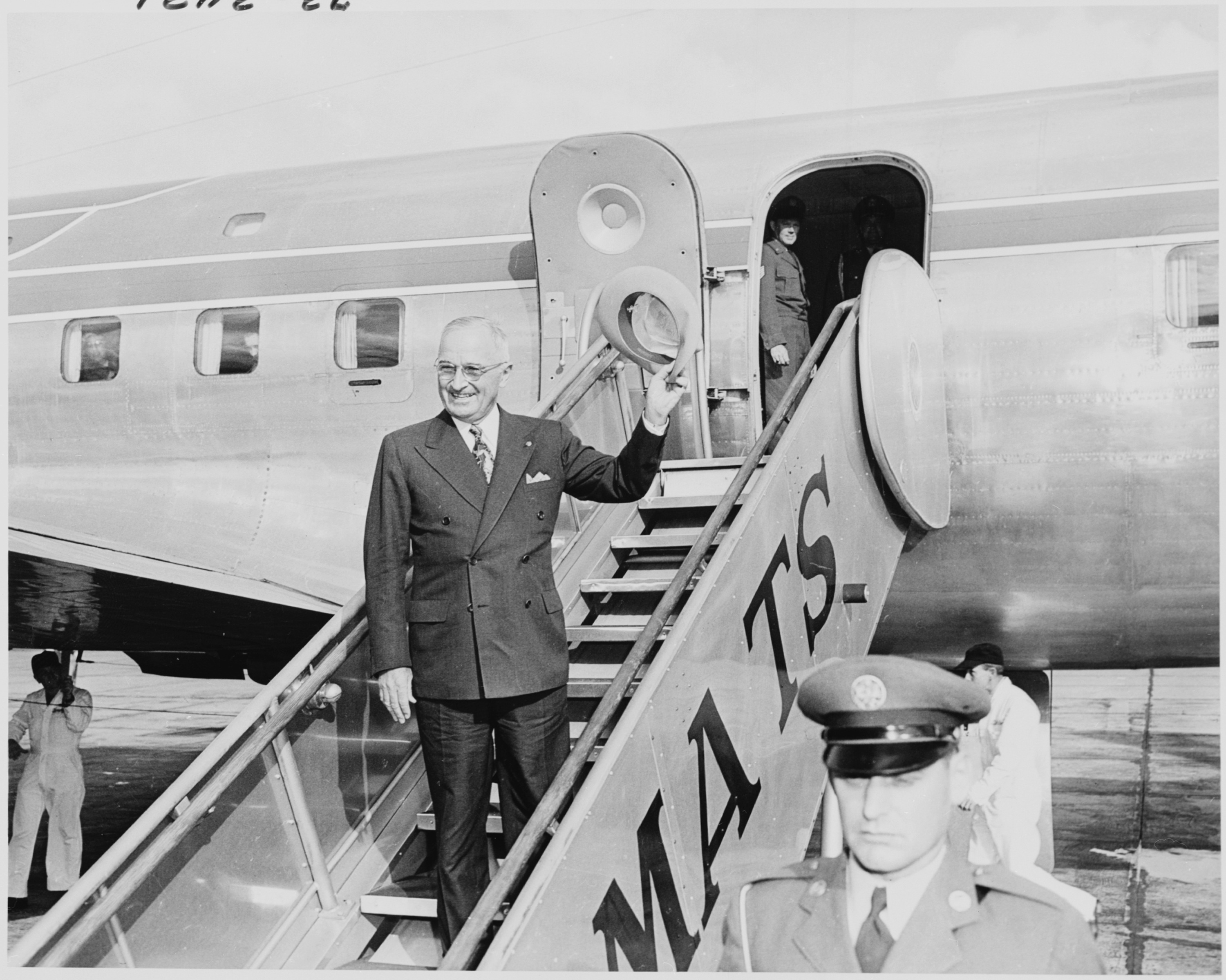
Ende der Staatszüge: Präsident Harry S. Truman besteigt ein Flugzeug

Franklin D. Roosevelt hält den Rekord bei den mit der Bahn zurückgelegten Kilometern: In seiner 12-jährigen Amtszeit unternahm er 399 Fahrten und legte dabei knapp 400.000 km zurück. Da die Begleitung des Präsidenten immer umfangreicher wurde – das galt sowohl für die ihn begleitenden Beamten und Berater als auch für die mitreisende Presse, manchmal mehrere hundert Journalisten, nahm auch die Länge der Züge zu. Sie konnten 13 oder 14 Wagen umfassen und ihre Zusammensetzung entsprach in den 1930er Jahren folgendem Schema:
- Lokomotive
- Gepäckwagen oder geschlossener Autotransportwagen mit Kraftfahrzeugen als Schutzwagen
- Kommunikationswagen; hier war die Zentrale für die Kommunikation im ganzen Zug (einschließlich mit dem Führerstand der Lokomotive) und für den externen Kontakt untergebracht. An allen Wagen des Zuges waren auf der in Fahrtrichtung linken Seite Ringe montiert, durch die die Kommunikationskabel gezogen werden konnten.
- Drei oder vier Pullmann-Schlafwagen für die mitreisenden Korrespondenten
- Arbeitswagen für die Journalisten. In der Regel war das ein ausgeräumter Personenwagen, an dessen Längsseiten durchgehende Tische angebracht waren, auf die Schreibmaschinen gestellt werden konnten. Außerdem enthielt der Wagen einen als Dunkelkammer eingerichteten Raum und ein Büro der Western Union. Hier konnten die Journalisten ihre Texte abgeben, der Mitarbeiter der Western Union übergab sie beim nächsten Halt einem dort stationierten Kollegen, der sie dann in die Redaktionen telegrafierte.
- Ein oder zwei Speisewagen für die Journalisten. Diese Wagen stellte jeweils die Bahngesellschaft, deren Strecke der Zug gerade befuhr. Sie wurden also ständig getauscht.
- Salonwagen als Aufenthaltsraum für Presse und Begleitung des Präsidenten.
- Ein oder zwei Schlafwagen für die Begleitung des Präsidenten.
- Schlafwagen für Mitarbeiter der Bahnsicherheit, Geheimdienst und Polizei
- Salonwagen des Präsidenten – er lief immer am Schluss des Zuges.

### Staats-Salonwagen
1927 bis 1929 baute die Pullman Palace Car Company sieben neue Salonwagen, die gemietet werden konnten. Einer davon, der Ferdinand Magellan von 1929, wurde nach Ausbruch des Zweiten Weltkriegs sicherungstechnisch aufgerüstet, letztendlich von der US-Regierung gekauft und exklusiv und intensiv von den Präsidenten Franklin D. Roosevelt und Harry S. Truman genutzt. Seit dem Salonwagen von Abraham Lincoln war es das erste Mal, dass dem Präsidenten wieder ein eigener Salonwagen zur Verfügung stand.
Ab den späten 1940er Jahren wurden vor den Sonderzügen zunehmend Diesellokomotiven eingesetzt.
Während Harry S. Truman bei seinen Reisen noch überwiegend auf die Bahn setzte – er legte in seiner Amtszeit etwa 125.000 km auf diese Weise zurück, setzte sein Nachfolger, Dwight D. Eisenhower, aufs Flugzeug. Nur eine Handvoll Bahnfahrten unternahm er als Präsident, den Salonwagen des Präsidenten, Ferdinand Magellan, mochte er nicht.

## Staatszüge
Konstantes Element bei allen Zügen – außer denen für die Überführung verstorbener Staatsoberhäupter – war ein am Ende des Zuges laufender Salonwagen mit einer rückwärtigen Plattform, von der aus der Präsident mit den Menschen in Kontakt treten konnte. War der Präsident in einem Ort angesagt, so versammelten sich die Menschen am Bahnhof oder im Bahnbetriebswerk, der Zug fuhr ein und zog soweit vor, bis auch der letzte Wagen an den Zuschauern vorbei gefahren war. Dann hielt er und die Menschen versammelten sich um die Endplattform des letzten Wagens, um den Präsidenten zu sehen und sprechen zu hören.

### Züge zur Amtseinführung
Für die Einholung eines neu gewählten Präsidenten stellten die Bahngesellschaften im 19. Jahrhundert oft reich drapierte Züge mit teils bombastisch geschmückten Lokomotiven zur Verfügung. Der dekorierte Zug wurde selbst Teil des Ereignisses. Unterwegs mussten über die für den Betrieb von Dampflokomotiven hinaus erforderlichen, relativ häufigen Halte weitere eingelegt werden, damit der Präsident von der rückwärtigen Einstiegsplattform des letzten Wagens die Menge begrüßen konnte. Im 20. Jahrhundert gab es die Züge weiterhin. Die reiche Dekoration der Lokomotiven entfiel aber, die Geschwindigkeiten wurden höher und dafür war die Deko nicht geeignet. So fuhr Woodrow Wilson 1913 mit ungeschmückter Lokomotive in Washington, D. C., ein. Zuletzt gab es eine solche Fahrt am 17. Januar 2009 als Barack Obama zu seiner Amtseinführung in einem Salonwagen nach Washington, D. C., anreiste.

### Rundreisen
Rutherford B. Hayes (1877–1881) war der erste Präsident, der in seiner Amtszeit eine große Rundreise durch das Land unternahm, die ihn zwischen dem 26. August und dem 6. November 1880 bis Seattle im Nordwesten und Tucson im Südosten der USA führte. Weitere Präsidenten, die während ihrer Amtszeit landesweite Rundfahrten in Sonderzügen unternahmen, waren William McKinley (1901), William Howard Taft 1909 und 1911 sowie Woodrow Wilson 1919. Er erkrankte auf der Reise schwer, die abgebrochen wurde. Kurz nach der Rückkehr erlitt er einen Schlaganfall, der ihn halbseitig lähmte. Warren G. Harding verstarb sogar 1923 der einer solchen Rundreise, die ihn – per Schiff – bis nach Alaska führte, wo er die Gesamtstrecke der Alaska Railroad eröffnete. Auch Franklin D. Roosevelt unternahm viele Fahrten in seiner langen Amtszeit, darunter Rundreisen, auch geheim, um militärische Einrichtungen während des Zweiten Weltkriegs zu besuchen.
Ein einmaliger und besonderer Fall war die Hochzeitsreise von Präsident Woodrow Wilson, der 1916, nach dem Tod seiner ersten Frau, im Amt zum zweiten Mal heiratete. Auch diese Reise erfolgte selbstverständlich mit dem Zug. Das Ziel konnte mit großem Aufwand geheim gehalten werden und das frisch vermählte Paar tatsächlich ein paar Tage ungestört von der Presse verbringen.
Ein weiterer Sonderfall war die gemeinsame Rundreise, die Präsident Harry S. Truman mit dem aus dem Amt geschiedenen Winston Churchill 1946 unternahm.

### Begräbnis-Staatszüge
Eine weitere Form des Staatszuges war es, wenn verstorbene Präsidenten oder ehemalige Präsidenten mit Sonderzügen zu ihrem Begräbnis überführt wurden. Das erste Mal geschah das – wie oben dargestellt – nach dem Tod von Abraham Lincoln. Weitere solche Überführungsfahrten erfolgten für James A. Garfield 1881 (ebenfalls im Amt ermordet), Ulysses S. Grant 1885 (1877 aus dem Amt geschieden) und Chester A. Arthur 1886 (1881 aus dem Amt geschieden). William McKinley 1901 (im Amt ermordet) erhielt sogar zwei derartige Sonderzüge: Der erste brachte seinen Leichnam von Buffalo, wo er verstarb, zur offiziellen Trauerfeier nach Washington, D. C., der zweite fuhr ihn von dort zum Begräbnis nach Canton, Ohio. Die Kavalkade bestand aus drei Sonderzügen, die im Abstand von 10 Minuten hintereinander verkehrten. Auch nach dem Tod der ersten Frau von Präsident Woodrow Wilson, Ellen Louise, 1914 wurde ihre Leiche in einem Sonderzug zum Begräbnis gebracht. Warren G. Harding verstarb 1923 auf einer Rundreise im Amt in San Francisco. Der Sonderzug, mit dem er dazu unterwegs war, wurde so ad hoc für die Überführung der Leiche nach Washington zur offiziellen Trauerfeier genutzt, danach wurde er mit einem zweiten Sonderzug zum Begräbnis nach Marion (Ohio) überführt. Auch Franklin D. Roosevelt verstarb 1945 nicht in Washington, so dass das Arrangement mit zwei Zügen, unterbrochen von einer Trauerfeier in Washington wiederholt wurde. 1968 wurde die Leiche des ermordeten Robert F. Kennedy nach New York zur offiziellen Trauerfeier geflogen und von dort mit einem Sonderzug nach Washington, D. C., gefahren. Dabei gab es mehrere Tote unter den Zuschauern, die elementare Sicherheitsvorgaben im Bahnbetrieb missachteten. Der letzte dieser Staatszüge fuhr 1969 für Dwight D. Eisenhower, der zu Lebzeiten lieber ins Flugzeug stieg.

## Wahlkampfzüge
Zwar keine Staatszüge, aber tief in der US-amerikanischen Polit-Folklore verankert, sind Züge, die die Kandidaten um höchste Staatsämter nutzten, um durch das Land zu touren und ihre Wähler auf Unterwegshalten, „Whistlestops“, von der rückwärtigen Plattform des letzten Wagens aus direkt anzusprechen. Am Anfang wurden dafür einfach planmäßige Züge benutzt. William Henry Harrison soll das 1836 während seines ersten, nicht erfolgreichen Wahlkampfes erfunden haben. Der nächste Schritt waren Salonwagen, die an planmäßige Züge angehängt wurden und diesem Zweck dienten. Schließlich soll Theodore Roosevelt den Wahlkampfsonderzug für seinen Wahlkampf um das Amt des Vizepräsidenten im Jahr 1900 erfunden haben. In den folgenden Wahlkämpfen waren diese Züge nicht mehr wegzudenken, alle Präsidentschaftskandidaten nutzten sie. In der Zwischenkriegszeit wurden die Kosten für einen Wahlkampfsonderzug mit 1500 bis 3000 US$/Tag veranschlagt.
Das Fernsehen hatte seit den 1950er Jahren die Endplattform der Salonwagen abgelöst. Der letzte Präsidentschafts-Wahlkampf, in dem diese Form des Kontakts mit den Wählern führend war, war der von 1952. Im Wahlkampf von 1960 nutzen sowohl John F. Kennedy als auch Lyndon B. Johnson, der für die Vize-Präsidentschaft kandidierte, Wahlkampfzüge. 1964 ließ er seine Frau, Lady Bird, für sich noch mit einem solchen Zug touren, dem Lady Bird Special. Richard Nixon nutzte noch einen Zug im Wahlkampf 1968 – für genau einen Tag. Schon dafür im damals massiv im Abschwung befindlichen US-Eisenbahnpersonenverkehr noch geeignete Wagen zu finden, erwies sich als schwierig. Ebenso verfuhr Gerald Ford im Wahlkampf 1976, ebenfalls für einen Tag. Als führendes Fahrzeug war die in den Farben der US-amerikanischen Flagge lackierte Lokomotive mit der Nummer 1776 vorgespannt. Sein politischer Gegner – und Wahlgewinner –, Jimmy Carter, unternahm ebenso eine eintägige „Whistlestop-Tour“. Auch die folgenden Bewerber um das Amt des Präsidenten verzichteten nicht auf diese volkstümliche und inzwischen als nostalgisch betrachtete Einlage im Wahlkampf, so Ronald Reagan, der dafür 1984 den historischen Salonwagen Ferdinand Magellan aus dem Museum holen ließ, George H. W. Bush nutzte sogar bei drei Gelegenheiten Wahlkampfzüge, Bill Clinton war 1996 vier Tage im Wahlkampfzug unterwegs, George W. Bush im Wahlkampf 2000 drei Tage und Barack Obama unternahm 2008 eine eintägige Fahrt. Als Teil amerikanischer Wahlkampf-Folklore hielt sich der Wahlsonderzug so viel länger auf den Schienen als der Staatszug für US-Präsidenten.

## Fahrzeuge
Eisenbahnwagen, die seitens des Staates für die ausschließliche Nutzung durch den US-amerikanischen Präsidenten vorgehalten wurden, gab es in der fast 200-jährigen Eisenbahngeschichte der Vereinigten Staaten nur vier:
- Salonwagen von Abraham Lincoln, 1865–1866
- Ferdinand Magellan, 1943–1954
- Wagen 1401, ein umgebauter Halbgepäckwagen, um die Kommunikationseinrichtungen unterzubringen, wenn der Präsident mit dem Zug unterwegs war, 1942–1952.[80]
- Wagen Albert J. Myer[Anm. 9], ein umgebauter Krankentransportwagen der US-Army, um die Kommunikationseinrichtungen unterzubringen, wenn der Präsident mit dem Zug unterwegs war, 1952–1954.[81]